# Plumularia biarmata
Plumularia biarmata är en nässeldjursart som beskrevs av John Fraser 1938. Plumularia biarmata ingår i släktet Plumularia och familjen Plumulariidae. Inga underarter finns listade i Catalogue of Life.